# 塞舌爾國際薩法里航空
塞舌爾國際薩法里航空（英語：Seychelles International Safari Air Limited，簡稱SISA），營運名稱為塞舌爾國際航空，是一家以塞舌爾马埃岛為基地的包機航空公司，在1986年結業
航空公司替旅行社營運來往巴塞尔和科隆航線，在1982年11月2日正式營運，機隊為一架道格拉斯DC-8-53，後來這飛機在1983年12月被DC-8-63取代。